# Élie Korchia

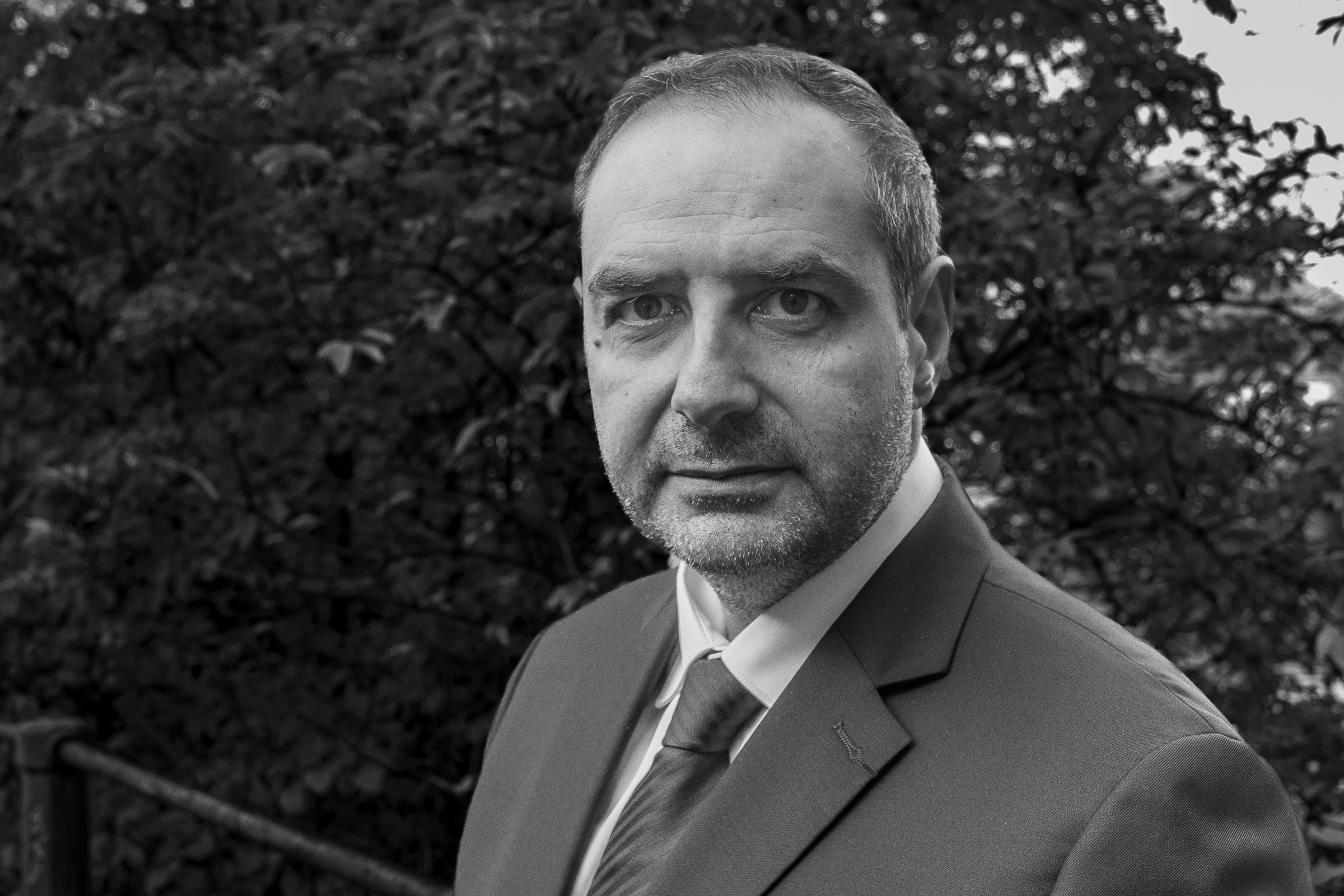
Élie Korchia (2022)

Élie-Steve Korchia (* 1. August 1971 in Paris) ist ein französischer Rechtsanwalt und seit Oktober 2021 Präsident des Consistoire central israélite.

## Leben
Korchias Eltern sind seit 1962 in Frankreich ansässige jüdische Pieds-noirs aus Algerien. Sein Vater war von 1985 bis 1990 Präsident der jüdischen Gemeinde von Puteaux. Korchia studierte Jura an der Universität Paris-Nanterre. Seit 1996 ist er Mitglied der Anwaltskammer von Paris und ebenfalls seit 1996 Präsident des Rates der Jüdischen Gemeinden des Département Hauts-de-Seine und seit 2010 Vizepräsident des Consistoire central israélite. 
Am 24. Oktober 2021 wurde er ohne Gegenkandidaten zu dessen 17. Präsidenten gewählt.
Élie Korchia ist verheiratet und hat zwei Kinder.

## Auszeichnungen (Auswahl)
- 2011: Mitglied der Ehrenlegion

## Veröffentlichung
- Élie-Steve Korchia, Un siècle d’avocat - René Hayot ou 70 ans de Palais, Paris, Tirésias, 2000

| Personendaten    | Personendaten                                               |
| ---------------- | ----------------------------------------------------------- |
| NAME             | Korchia, Élie                                               |
| ALTERNATIVNAMEN  | Korchia, Élie-Steve (vollständiger Name)                    |
| KURZBESCHREIBUNG | französischer Rechtsanwalt und jüdischer Verbandsfunktionär |
| GEBURTSDATUM     | 1. August 1971                                              |
| GEBURTSORT       | Paris                                                       |